# Kaspar Capparoni
Gaspare "Kaspar" Capparoni (født 1. august 1964) er en italiensk skuespiller.  

## Biografi
Kaspar Capparoni blev skuespiller i teatret som 18-årig, instrueret af Giuseppe Patroni Griffi. I 1984 optrådte han også i filmen Phenomena, instrueret af Dario Argento. Kaspar har optrådt i mange andre anerkendte film, så som:
- Colpi di luce (1985), instrueret af Enzo G. Castellari
- Gialloparma (1999), instrueret af Alberto Bevilacqua
- Encantado (2002), instrueret af Corrado Colombo
- Il Ritorno del Monnezza (2005), instrueret af Carlo Vanzina
- Two Families og Il Sole nero, begge i 2007.

Han arbejder også i forskellige fiktions-serier, som blandt andet: Sæbeoperaen Ricominciamo (2000), miniserien Piccolo mondo antico, tv-serien Incantesimo 4 (2001) og Elisa di Rivombrosa (2003), La caccia (2005), miniserien instrueret af Massimo Spano, og som helt i Alessio Boni og tvserien Capri (2006).  
I 2007 var han skurken i miniserien Donna Detective, instrueret af Cinzia TH Torrin, og det efterfølgende år Rex, instrueret af Marco Serafini, og i serien Capri 2, instrueret af Andrea Barzini og Giorgio Molteni.

## Filmografi

### Biograf
- Phenomena (1984), instrueret af Dario Argento
- Colpi di luce (1985), instrueret af Enzo G. Castellari
- Gialloparma (1999), instrueret af Alberto Bevilacqua
- Encantado (2002), instrueret af Corrado Colombo
- Il ritorno del Monnezza (2005), instrueret af Carlo Vanzina
- Two families (2007), instrueret af Barbara Wallace og Thomas R. Wolfe
- Il sole nero (2007), instrueret af Krzysztof Zanussi

### Tv
- Addio e ritorno (1995), instrueret af Rodoldo Roberti – TV film
- Tequila e Bonetti (2000), instrueret af Bruno Nappi e Christian I. Nyby II – Episode: Cuore rapito – Tv-serie
- La casa delle beffe (2000), instrueret af Pier Francesco Pingitore – Miniserie
- Ricominciare (2000-2001), flere instruktører – Sæbeopera
- Piccolo mondo antico (2001), instrueret af Cinzia TH Torrini – Tv-serie
- Incantesimo 4 (2001), instrueret af Alessandro Cane e Leandro Castellani – Tv-serie
- Elisa di Rivombrosa (2003), instrueret af Cinzia TH Torrini – Tv-serie
- La caccia (2005), instrueret af Massimo Spano – Miniserie
- Provaci ancora Prof (2005), instrueret af Rossella Izzo – Episode: La mia compagna di banco – Miniserie
- Capri (2006), instrueret af Francesco Marra and Enrico Oldoini – Tv-serie
- Donna Detective (2007), instrueret af Cinzia TH Torrini – Miniserie
- Rex (2008), instrueret af Marco Serafini – Miniserie
- Capri 2 (2008), instrueret af Andrea Barzini and Giorgio Molteni – Tv-serie
- Il giudice Mastrangelo 3 (2009), instrueret af Enrico Oldoini – Fiktions-serie